# Хетера
Хетера је металкор група из Београда. Током 10 година рада постава групе се стално мењала. Тренутну поставу групе чине Александар Вучетић, Марко Лазић, Лука Јурашин, Иван Станковић, Андреј Мишић и Доброслав Слијепчевић. Група је издала 2 студијска албума, а 2012. године очекује се и нови албум.

## Биографија
Бенд је формиран крајем 2000. године у Београду. У то време, звали су се Spirit of Destruction. Под овим именом, бенд испловљава из демо вода и појављује се 2002. године на компилацији београдске радио-станице "202" најбољих YU демо бендова, уз друге бендове, од којих су неки већ постигли успехе у овој сфери музичких остварења. Бенд су тада сачињавали: Борис Сумрак (вокали), Марко Лазић (гитаре), Лука Јурашин (гитаре), Иван Станковић (бас), Ђорђо Вујичић (бубањ). 2003. године, у бенд долази Урош Марковић (клавијатуре), а бенд мења име у "Хетера". На пролеће 2004, излази и њихов први албум, "Са Оне Стране", који је комплетно на српском језику. Након турнеје у организацији Радија Београд "202" и свирке на Тргу Републике у Београду, 2004, почиње рад на другом албуму, по имену "Таида". У Хетеру, на место клин вокала долази Радош Ћулибрк, а Ђорђа Вујичића на месту бубњара мења Горан Ковачевић. Као и претходни, и овај албум је издат за београдску кућу "One Records", 2006. године. За разлику од претходног албума, Таида презентује модернији мелодични блек метал. Након наступа на EXIT фестивалу, 2006, у бенду долази до радикалних промена. Из бенда излазе Урош Марковић, Борис Сумрак и Горан Ковачевић, а Радош Ћулибрк бива избачен. На њихова места долазе Доброслав Слијепчевић (клавијатуре - члан бенда "Apocalypse"), Александар Вучетић (вокали), Андреј Мишић (бубањ - "Esgaroth" и "Nightfall"). У овој постави, бенд је наступио на EXIT фест-у, '07. Такође је снимљена прва песма која промовише нови материјал, по имену "Issues". Популарност бенда потврђује чињеница да је 2009. године свирао као предгрупа бенду Слипкнот.

## Музички стил
Док су свирали под називом Спирит оф Дисктракшн, бенд је свирао ХардКор Панк, тада су се и нашли на Радио 202 компилацији. У времену првог студијског албума "Са Оне Стране", звук групе се може описати као мешавина Мелодик Блек Метала и Готик Метала. На другом албуму "Таида", звук групе је промењен. Иако се још увек осети мали Блек метал утицај, овај албум има више модернији метал звук, он садржи металкор (eng. Metalcore) звук, са индустријал деоницама.

## Састав

### Садашњи чланови
- Александар Вучетић — певач (2006. – до данас)
- Марко Лазић — гитара (2000. – до данас)
- Лука Јурашин — гитара (2000. – до данас)
- Иван Станковић — бас (2000. – до данас)
- Андреј Мишић — бубњеви (2006. – до данас)
- Доброслав Слијепчевић — клавијатуре (2006. – до данас)

### Бивши чланови
- Борис Сумрак — певач (2000. – 2006)
- Радош Ћулибрк — певач (2004. – 2006)
- Урош Марковић — клавијатуре (2003. – 2006)
- Владимир Дједовић — клавијатуре
- Жарко Бован — клавијатуре
- Ђорђо Вујчић — бубњеви (2000. – 2004)
- Горан Ковачевић — бубњеви (2004. – 2006)

## Дискографија
- (2004)
- (2006)